# Vuelo salvaje

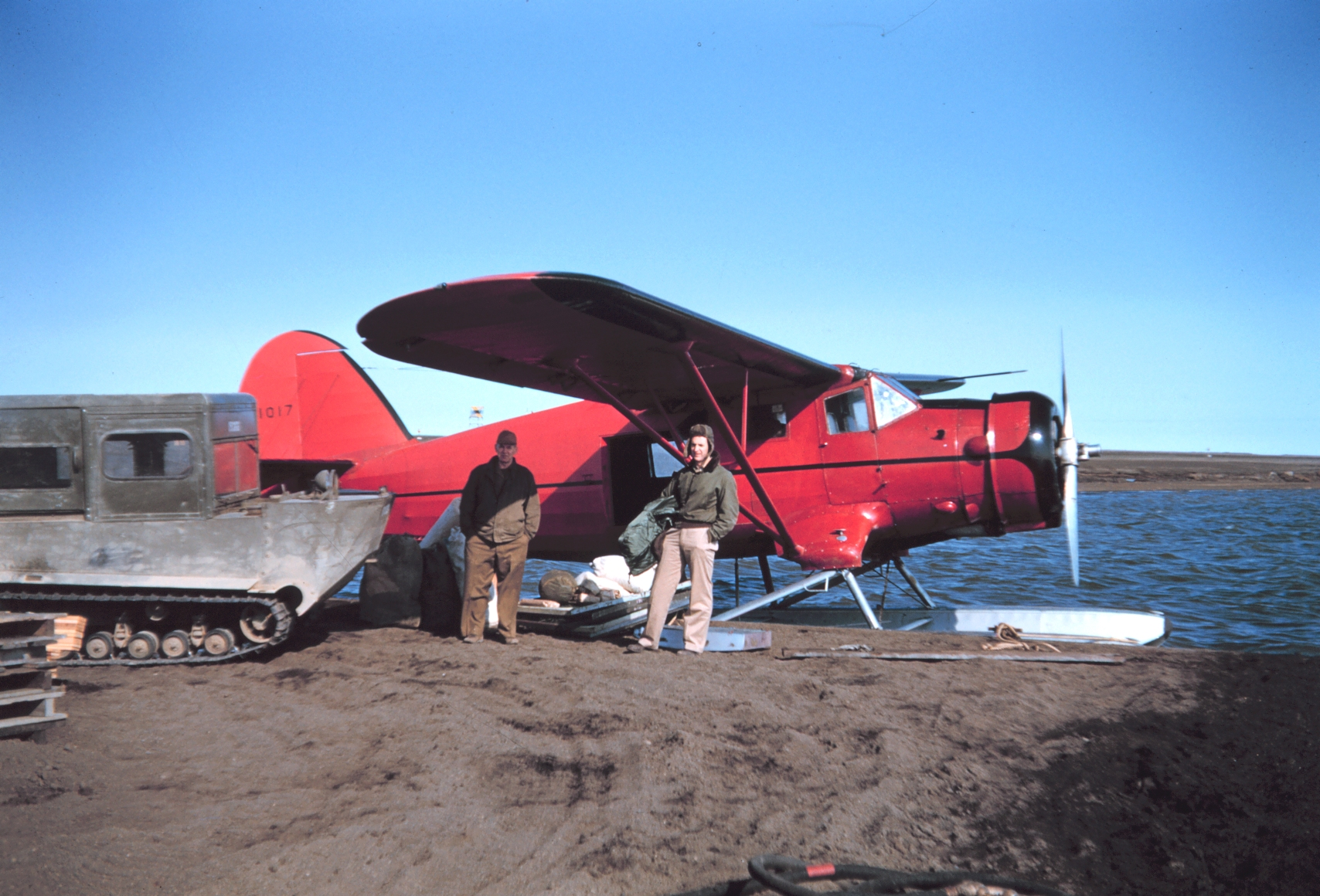
Ejemplo de vuelo salvaje en Alaska en la década de 1950. Se observa cómo la aeronave aterriza en un sitio que normalmente no estaría habilitado para contener el aterrizaje de un avión

Se conoce como Bush flying todas las operaciones aéreas llevadas a cabo en áreas remotas no preparadas para el despegue o aterrizaje de aeronaves por lo que estas normalmente deben estar equipadas con neumáticos tundra, flotadores o esquís según se aterrice en terrenos irregulares, agua o nieve.
Bush flying es el principal método de acceso a través de el norte de Canadá, Tundra de Alaska y el interior de Australia.
Canadá, el primer uso real de este tipo de vuelo fue para la exploración y el desarrollo, mientras que en Alaska, el transporte era el objetivo principal. Más tarde, se hizo importante volando durante las operaciones de rescate. Para un piloto bush es común aterrizar en lugares donde aún no haya aterrizado ningún avión.

## Primeros “Bush flying”

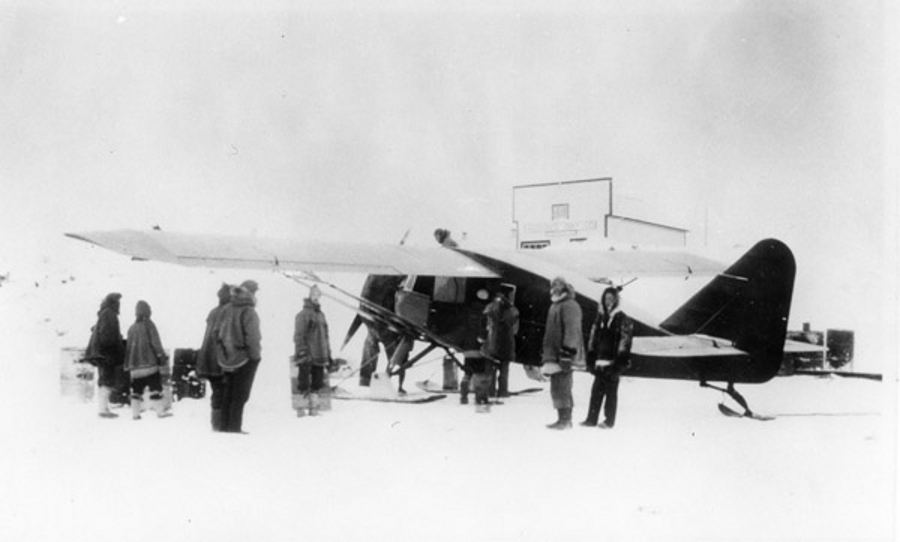
“Wop” May carga su avión en Aklavik, Territorios del Noroeste, preparándose para buscar a Albert Johnso.

Los primeros vuelos de este estilo surgieron por la necesidad de transportar suministros y personas a las zonas más remotas del norte de Canadá, las primeras operaciones de los canadienses tenían el objetivo de buscar posibles incendios forestales, múltiples compañias de contrataron al ex-piloto Stuart Graham en 1919 para realizar patrullas de incendios forestales sobre el valle del río St. Maurice. Utilizando dos hidroaviones Curtiss HS-2L 

## Aeronaves usadas
Este tipo de operaciones en terrenos difíciles requieren aviones equipados con neumáticos de tundra, flotadores o esquíes. Un avión de Bush debe tener una buena capacidad STOL (despegue y aterrizaje corto). Normalmente se usan avionetas de ala superior, ya que tienen las alas en la parte superior de su fuselaje para asegurarse de que no entren en contacto con cualquier crecimiento excesivo en la zona de aterrizaje, y además, permiten una mejor visibilidad antes de aterrizar.Por lo general las aeronaves son con tren de triciclo invertido, con rueda de cola (o taildragger), ya que es más adecuado para superficies rugosas. El aumento del ángulo hacia arriba de la configuración permite que la hélice se separe más del suelo evitando daños con rocas, troncos y otros desechos que pueden causar daño. Sin embargo las aeronaves con tren triciclo ("rueda de morro") son capaces de aterrizar en casi cualquier lugar donde puede hacerlo una aeronave de triciclo invertido, siempre y cuando esté equipado con neumáticos adecuados de gran tamaño y se haya repartido el peso correctamente en su interior.
Las ruedas tundra están diseñadas para poder patinar sobre el agua de modo que al haber un terreno cerca de ella, se pueda empezar a perder velocidad antes de entrar en la tierra.
Aeronaves más usadas para este tipo de operaciones:
- Piper J-3 Cub
- Douglas DC-3
- Cessna 205 / 206 / 207
- de Havilland Canada DHC-2 Beaver
- Cessna 180
- Cessna 208
- Piper PA-18 Super Cub
- Cessna 185 Skywagon
- Aviat Husky
- Antonov An-2
- Pilatus PC-6
- Curtiss HS-2L